# آنجانا سوکهانی
آنجانا سوکهانی (به انگلیسی: Anjana Sukhani) (زاده ۱۰ دسامبر ۱۹۷۸) بازیگر، مدل هندی است.
از فیلم‌هایی که وی در آن نقش داشته‌است می‌توان به هرج و مرج برمی‌گردد، حماسه بمبئی و دپارتمان اشاره کرد.